# Tranquilandia

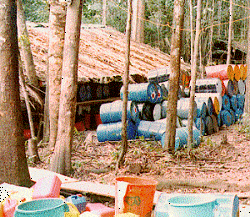
Tanques de éter en Tranquilandia, 1984.

Tranquilandia se llamó a un extenso territorio  ubicado en una zona selvática de los departamentos colombianos del Caquetá y el Meta, en la región de los Llanos del Yarí (a orillas del río homónimo en aquel entonces parte de la Comisaría del Guaviare), que era controlado por el Cartel de Medellín (los hermanos Ochoa, Pablo Escobar Gonzalo Gaviria, Gonzalo Rodríguez Gacha y Carlos Lehder), en la que se encontraba emplazado un importante complejo utilizado para el procesamiento y tráfico de drogas ilícitas. Tranquilandia contaba con diecinueve laboratorios y ocho pistas de aterrizaje con numerosas aeronaves.

## Creación
A inicios de la década de 1980, el Cartel de Medellín se interesó en la zona gracias a su posesión de pistas aéreas dudosamente legalizadas  por el futuro presidente de Colombia, Álvaro Uribe Vélez, cuando era director de la Aerocivil y que posibilitaban aterrizajes de alta capacidad. Escobar, Rodríguez Gacha y los hermanos Ochoa establecieron haciendas con pistas clandestinas, a la vez que construían el complejo y nuevas pistas para la exportación y contrabandeo de la cocaína. Paulatinamente, bajo la ley propia de "Plata o plomo", compraron y/o intimidaron a los campesinos habitantes de la zona. Paralelamente, en 1983, Escobar era expulsado del Congreso después de que el diario El Espectador revelase su pasado criminal.

## Operativo
El 5 de marzo de 1984, cuando los líderes del Cartel de Medellín habían pasado a la clandestinidad, un contingente de 40 policías partió desde Bogotá hacia San José del Guaviare llevados por el rumor de la existencia de una enorme fábrica de cocaína cuya ubicación se desconocía, aunque se cree que su ubicación se dio a partir de un arduo proceso de investigación por parte de la DEA, que instaló un chip localizador en un bidón de acetona que se dirigía al complejo. Dos días después, el 7 de marzo, elementos de la Policía Nacional de Colombia, bajo el mando del general Luis Ernesto Gilibert Vargas (apoyados por agentes de la DEA) allanaron el lugar. El sitio estaba vigilado por algunos hombres armados, quienes se dieron a la huida ante la superioridad de la policía y de los agentes de la DEA. La operación concluyó con la destrucción del complejo y de 13,8 toneladas de cocaína valoradas en 1200 millones de dólares.
Se inmovilizaron las avionetas Cessna HK 3064, HK 3007 -matriculadas en Colombia- N 3271 y YV 1085 P- matriculadas en el exterior y un  helicóptero Huges 500 de matrícula HK-2704, perteneciente a Alberto Uribe Sierra, padre del futuro presidente Álvaro Uribe Vélez elegido en 2002.